# Esan jezik
Esan jezik (ISO 639-3: ish; anwain, esa, isa, ishan), jedan od edoid jezika podskupine edo-esan-ora, kojim govori oko 200 000 ljudi (1973 SIL) u nigerijskoj državi Edo, LGA Agbazko, Okpebho, Owan i Etsako.
Uči se i u osnovnim školama, a na njemu se vode i radio programi i TV. U upotrebi su i nigerijski pidžin [pcm], engleski [eng] ili ika [ikk].

## Vanjske poveznice
- Ethnologue (14th)
- Ethnologue (15th)